# يعقوب قادري
يعقوب محمود أحمد قادري (غوادرة) (22 ديسمبر 1972)، أسير فلسطيني محكوم بالسجن المؤبد لمرتين بالإضافة إلى خمس وثلاثين عاماً، من مواليد بلدة بير الباشا قضاء جنين، كانت بداياته عباره عن أعمال فردية، ومن ثم ألتحق بحركة الجهاد الإسلامي ليشارك من خلالها بعدد من العمليات العسكرية ضد إسرائيل. وهو أحد الأسرى الذين قاموا بتنفيذ عملية الهروب من سجن جلبوع.

## حياته
ولد الأسير يعقوب محمود قادري بتاريخ 22-12-1972م، في قرية بير الباشا قضاء جنين شمال الضفة المحتلة، وهو السادس بين إخوته البالغ عددهم 14 فرداً. وهو متزوج.

## محاولات الاغتيال
بعد تنفيذه لعدد من العمليات ضد إسرائيل حاولت إسرائيل اغتياله في بلدة قباطية لكنه نجا، وقاموا بمحاولة اغتيال أخرى في برقين ولكنه نجا من محاولة الاغتيال.

## في سجون إسرائيل
- تم اعتقاله لأول مرة وهو ابن الخامسة عشر عاماً وجرى اعتقاله 4 مرات تنقل خلالها بين سجني مجدو والنقب الصحراوي.
- في تاريخ 18 أكتوبر 2003، وبعد انتهاء الأسير يعقوب غوادرة من صلاة الفجر في إحدى المغارات في جبل قرب بلدة الزبابدة، وصلت للأسير يعقوب أنباء بتحركات للقوات الإسرائيلية وطائراته لمحاصرة المنطقة، وبعد ذلك تمكنت القوات الإسرائيلية من اعتقاله واقتياده للتحقيق في سجن الجلمة وأمضى الأسير يعقوب أربعة أشهر تحت التحقيق.
- خاض الأسير يعقوب غوادرة برفقة عدد من أسرى الجهاد الإسلامي إضراباً عن الطعام عام 2014، احتجاجًا على استمرار عزلهم وتضامنًا مع الأسير القائد بالسرايا نهار السعدي.

## محاولات هروبه من السجن
- في عام 2014م أقدم الأسير يعقوب غوادرة ومجموعة من الأسرى على حفر نفق داخل سجن شطة، ولكن تم كشف النفق. وجرى عزل يعقوب مدة ستة أشهر.
- الهروب من سجن جلبوع 2021: في حدث أمني وقع في صباح يوم 6 سبتمبر 2021، تمكن ستة أسرى فلسطينيين من الهروب من سجن جلبوع، حيثُ كان الأسير محمود عبد الله عارضة هو العقل المدبر لعملية الهروب من السجن.[2][3]

### إعادة الاعتقال
أعلنت إذاعة الجيش الإسرائيلي في مساء يوم 10 سبتمبر (أيلول) 2021 عند أنهُ أُعيد اعتقال اثنين من الأسرى الفلسطينيين الذين فروا من سجن جلبوع، ووضحت أنهما: يعقوب قادري ومحمود عارضة.